# Plaistow (Nuevo Hampshire)
Plaistow es un pueblo ubicado en el condado de Rockingham en el estado estadounidense de Nuevo Hampshire. En el Censo de 2010 tenía una población de 7.609 habitantes y una densidad poblacional de 276,17 personas por km².

## Geografía
Plaistow se encuentra ubicado en las coordenadas 42°50′27″N 71°5′42″O / 42.84083, -71.09500. Según la Oficina del Censo de los Estados Unidos, Plaistow tiene una superficie total de 27.55 km², de la cual 27.53 km² corresponden a tierra firme y (0.08%) 0.02 km² es agua.

## Demografía
Según el censo de 2010, había 7.609 personas residiendo en Plaistow. La densidad de población era de 276,17 hab./km². De los 7.609 habitantes, Plaistow estaba compuesto por el 97.59% blancos, el 0.55% eran afroamericanos, el 0.17% eran amerindios, el 0.59% eran asiáticos, el 0% eran isleños del Pacífico, el 0.47% eran de otras razas y el 0.62% pertenecían a dos o más razas. Del total de la población el 2.3% eran hispanos o latinos de cualquier raza.